# John T. Connor
Pour les articles homonymes, voir Connor.
John Thomas Connor, né le 3 novembre 1914 à Syracuse (New York) et mort le 6 octobre 2000 à Boston (Massachusetts), est un homme politique américain. Il est secrétaire au Commerce entre 1965 et 1967 dans l'administration du président Lyndon B. Johnson.